# Fanatyk (film 2001)
Fanatyk (ang. The Believer) – oparty na faktach amerykański dramat filmowy z 2001 roku w reżyserii Henry'ego Beana, będący jego debiutem fabularnym. Zdjęcia kręcono w Nowym Jorku.

## Fabuła
Danny Balint w dramatyczny sposób spiera się ze swoją tożsamością. Jest aktywnym neonazistą, a zarazem Żydem. Próbuje odciąć się od swego pochodzenia, ale różne okoliczności powodują, że musi przewartościować swój skomplikowany światopogląd.

## Obsada
- Ryan Gosling – Danny Balint
- Summer Phoenix – Carla Moebius
- Glenn Fitzgerald – Drake
- Theresa Russell – Lina Moebius
- Billy Zane – Curtis Zampf
- Garret Dillahunt – Billings
- Kris Eivers – Carleton
- Joel Garland – O.L.
- Joshua Harto – Kyle
- Tommy Nohilly – Whit
- A.D. Miles – Guy Danielsen
- Jack Drummond – Stary Coot
- Sig Libowitz – Zingesser
- Elizabeth Reaser – Miriam
- Heather Goldenhersh – Linda

## Nagrody i wyróżnienia
Film zdobył nagrody na międzynarodowych festiwalach, m.in. w Sundance (Grand Jury Prize Dramatic) i w Moskwie (Złoty św. Jerzy).